# میرعلما
میرعلما از سیاستمداران ایرانی بود، که در دوره نخست بعنوان نماینده تنکابن در مجلس شورای ملی حضور داشت.